# Tianwei Baobian Electric
Tianwei Baobian Electric' (TWBB) er en kinesisk producent af transformatorer og andet elektrisk udstyr. Sammen med konkurrenterne Tebian Electric Apparatus (TBEA) og XD Group, er virksomheden blandt de største producenter af transformatorer i Kina. TWBB har hovedsæde i Baoding i Hebei.
Virksomheden er desuden engageret i fremstilling af vindmøller. I 2009 vandt TWBB et udbud og indgik en kontrakt til en værdi af 300 millioner RMB om levering af 33 vindmøller til Zhuozi wind farm i det Indre Mongoliet, det var den første vindmøllekontrakt til TWBB.